# Tưởng Kính
Tưởng Kính (蒋敬), bính âm Jiang Jing, là một nhân vật hư cấu trong tiểu thuyết cổ điển Trung Hoa Thủy hử. Ông xếp thứ 53 trong 108 anh hùng Lương Sơn và xếp thứ 17 trong 72 sao Địa Sát. Biệt danh của ông là Thần toán tử (神算子).

## Xuất thân
Theo tác phẩm thì ông quê ở Đàm Châu phủ, Hồ Nam, vốn là một thư sinh, nhưng do thi trượt bèn bỏ văn theo võ.
Ông là người văn võ song toàn, có tài điều binh khiển tướng, bày binh bố trận, tính toán giỏi. Sau này, Tưởng Kính gia nhập bọn cướp ở núi Hoàng Môn (trong đó có Âu Bằng, Mã Lân, Đào Tông Vượng) và trở thành quân sư ở đây.

## Gia nhập Lương Sơn
Khi quân Lương Sơn Bạc đánh phủ Giang Châu và Vô Vi Quận rút về Lương Sơn có đi qua Hoàng Môn. Ngô Dụng thấy núi địa hình hiểm trở bèn cho dừng lại. Bốn đầu lĩnh núi Hoàng Môn: Tưởng Kính, Âu Bằng, Mã Lân, Đào Tông Vượng nghe thấy có Tống Giang đi qua bèn xuống ngựa quy thuận rồi theo về Lương Sơn.
Tại Lương Sơn, Tưởng Kính không nổi bật, chỉ là đầu lĩnh tính toán tiền nong, sau ông được ngồi vào ghế thứ 53. Trong các cuộc chiến của Lương Sơn với Đại Liêu, Điền Hổ, Vương Khánh, Phương Lạp, ông theo chinh chiến nhưng không có chiến công nào hiển hách. Tuy không lập đại công, triều đình nhà Tống vẫn ban thưởng cho ông nhưng ông không màng, về Đàm Châu làm dân.